# Benjamin Gottlieb Rösler
Benjamin Gottlieb Rösler (* 10. Januar 1769 in Reichenau; † 2. Oktober 1833 in Zittau) war ein deutscher Theologe, Komponist und Organist. 

## Leben
Rösler studierte in Zittau und Leipzig Theologie und Musik. Seit 1803 besorgte er die Redaktion der Zittauischen wöchentlichen Nachrichten. 1820 wurde er Organist an der Johanniskirche in Zittau, zugleich Musikdirektor und auch Lehrer am Schullehrerseminar. Einige seiner Kompositionen sind im Druck erschienen. 
Ein Teil seines musikalischen Nachlasses wird in der Sächsischen Landesbibliothek – Staats- und Universitätsbibliothek Dresden aufbewahrt.

## Werke
- Das Glück der Ritterzeit, Operette, 1804